# Maria Grabis
Schwester Maria Theresia Grabis SDS (* 24. Oktober 1927 bei Breslau, Provinz Niederschlesien; † 17. Oktober 2015 in Alexandria, Ägypten) war eine deutsche römisch-katholische Ordensschwester. Sie war international bekannt als die „Mutter der Müllmenschen“ in Kairo.

## Leben
Maria Grabis war eines von sieben Kindern einer schlesischen Bauernfamilie. Nach der Verhaftung des Vaters durch die Gestapo floh ihre Mutter mit allen Kindern. Bereits mit 14 Jahren engagierte Grabis sich in einem Salvatorianerinnenkonvent. Mit 20 Jahren trat sie der Ordensgemeinschaft der Salvatorianerinnen bei und erlernte den Beruf der Schneiderin.
Ab 1950 war sie im Ausland tätig. Sie lebte neun Jahre in Rom und drei Jahre in Jordanien, ab 1966 in Ägypten. Sie engagierte sich für Frauenprojekte in Mittelägypten. Seit 1969 arbeitete sie eng mit der griechisch-katholischen Gemeinde in Kairo zusammen, später auch mit den evangelischen und katholischen Auslandsseelsorgern. Sie gründete zahlreiche Haushaltszentren und Alphabetisierungsgruppen in Kairo, wie die Schule für Näh- und Stickarbeiten bei einer Schwesterngruppe in Aklmin bei Sohag (1966–1969) und Näh- und Haushaltszentren für Analphabetinnen in Alt-Kairo, Garden City, Agouza und Fagallah (seit 1969).
Seit 1979 lebte Grabis in der Müllsiedlung Moytamadeia in einem Stadtteil Kairos bei Kopten und Muslimen, die als Zabbalin (Müllsammler und -trenner) leben. Mit Unterstützung des evangelischen Auslandspfarrers Johannes Unkrig und des katholischen Auslandspfarrers Pater Gumbert Ludwig OFM gründete sie unter staatlichen Widerständen eine Kooperative nach ägyptischem Recht.
Die Kooperative baute eine Schule („Peace School“) auf, an der 500 Schüler aus ärmsten Verhältnissen der Müllsammler und -trenner eine Ausbildung bekommen. Durch den „Schwester-Maria-Kindergarten“ können Kinder von den Müllhalden geholt und betreut werden. Mittels einer Nähschule werden Frauen angeleitet, ihre hergestellten Produkte zu verkaufen und sich so den Lebensunterhalt zu verdienen. 1995 errichtete Sr. Maria ein spendenfinanziertes Gesundheits- und Ferienzentrum am Sinai in Ras Sudr am Roten Meer, in dem jährlich hunderte Menschen aus der Müllsiedlung Kurzaufenthalte verbringen können. In Deutschland wurde zur Unterstützung der Hilfsfonds Sr. Maria Kairo e.V. gegründet. 1998 beauftragte Grabis den deutschen katholischen Auslandsseelsorger Joachim Schroedel, ihr Werk als ihr Vertreter und stellvertretender Vorsitzender der Kooperative weiter zu führen.
Sie lebte zuletzt im Pelizaeus-Altenheim der Barmherzigen Schwestern vom Hl. Karl Borromäus in Alexandria, Ägypten, wo sie im Oktober 2015 auch starb.

## Ehrungen
- Verdienstkreuz am Bande des Verdienstordens der Bundesrepublik Deutschland (Verleihung am 8. Dezember 1996 durch Bundespräsidenten Roman Herzog im Schloss Bellevue)[3]
- Verdienstkreuz 1. Klasse des Verdienstordens der Bundesrepublik Deutschland (2005)